# Swans Island
Swans Island ist eine Town im Hancock County des Bundesstaates Maine in den Vereinigten Staaten. Im Jahr 2020 lebten dort 355 Einwohner in 472 Haushalten auf einer Fläche von 209,30 km².

## Geografie
Nach dem United States Census Bureau hat Swans Island eine Gesamtfläche von 209,30 km², von denen 32,14 km² Land sind und 177,16 km² aus Gewässern bestehen.

### Geografische Lage
Swans Island liegt im Süden des Hancock Countys auf mehreren Inseln in der Jericho Bay im Atlantischen Ozean. Auf dem Gebiet der Town liegen der Goose Pond und die Otter Ponds und der Mill Pond. Die Oberfläche ist eben, ohne nennenswerte Erhebungen.
Zu den bekannteren Inseln gehören: Black Island, Harbor Island, Opechee Island, Pond Island, Swans Island (Swan's Island, ehemals Brûle Côte).

### Nachbargemeinden
Alle Entfernungen sind als Luftlinien zwischen den offiziellen Koordinaten der Orte aus der Volkszählung 2010 angegeben.
- Norden: Brooklin, 12,6 km
- Nordosten: Tremont, 5,6 km
- Osten: Frenchboro, 21,6 km
- Süden: Stonington, 16,6 km
- Südwesten: Marshall Island, Unorganized Territory, 7,3 km
- Westen: Stonington, 22,7 km
- Nordwesten: Deer Isle, 39,9 km

### Stadtgliederung
In Swans Island gibt es drei Siedlungsgebiete: Atlantic, Minturn und Swan's Island.

### Klima
Die mittlere Durchschnittstemperatur in Swans Island liegt zwischen −6,1 °C (21° Fahrenheit) im Januar und 20,6 °C (69° Fahrenheit) im Juli. Damit ist der Ort gegenüber dem langjährigen Mittel der USA um etwa 6 Grad kühler. Die Schneefälle zwischen Oktober und Mai liegen mit bis zu zweieinhalb Metern mehr als doppelt so hoch wie die mittlere Schneehöhe in den USA; die tägliche Sonnenscheindauer liegt am unteren Rand des Wertespektrums der USA.

## Geschichte
Die erste Erkundung durch Europäer fand 1604 durch Samuel de Champlain statt. Die Insel wurde zu der Zeit von Indianern als Sommerrevier benutzt. Erste frühe Siedler wurden bei einem Angriff der Indianer gefangen genommen und 1750 nach Kanada in die Sklaverei verkauft. Colonel James Swan aus Massachusetts, ein Patriot und Mitwirkender an der Boston Tea Party kaufte die Insel im Jahr 1786, um dort eine Siedlung zu gründen. Dazu kam es jedoch nicht, da er auf einer Reise nach Frankreich gefangen genommen wurde und dort zwanzig Jahre im Gefängnis verbrachte. Kurz nach seiner Entlassung starb er. Als erster weißer Siedler ließ sich David Smith 1791 auf Swans Island nieder. Er hatte 24 Kinder und wurde nach seinem Tod 1840 auf Swans Island beerdigt. Viele der heutigen Bewohner können ihre Abstammung auf David Smith zurückverfolgen.
Zunächst wurde die Insel Swans Island mit weiteren benachbarten Inseln als Swan’s Island Plantation organisiert. Am 26. März 1897 dann als Town Swans Island. 1901 wurden der Town die Inseln Calf und West Black Island hinzugefügt.

### Einwohnerentwicklung
| Volkszählungsergebnisse – Town of Swans Island, Maine | Volkszählungsergebnisse – Town of Swans Island, Maine | Volkszählungsergebnisse – Town of Swans Island, Maine | Volkszählungsergebnisse – Town of Swans Island, Maine | Volkszählungsergebnisse – Town of Swans Island, Maine | Volkszählungsergebnisse – Town of Swans Island, Maine | Volkszählungsergebnisse – Town of Swans Island, Maine | Volkszählungsergebnisse – Town of Swans Island, Maine | Volkszählungsergebnisse – Town of Swans Island, Maine | Volkszählungsergebnisse – Town of Swans Island, Maine | Volkszählungsergebnisse – Town of Swans Island, Maine |
| Jahr                                                  | 1800                                                  | 1810                                                  | 1820                                                  | 1830                                                  | 1840                                                  | 1850                                                  | 1860                                                  | 1870                                                  | 1880                                                  | 1890                                                  |
| ----------------------------------------------------- | ----------------------------------------------------- | ----------------------------------------------------- | ----------------------------------------------------- | ----------------------------------------------------- | ----------------------------------------------------- | ----------------------------------------------------- | ----------------------------------------------------- | ----------------------------------------------------- | ----------------------------------------------------- | ----------------------------------------------------- |
| Einwohner                                             |                                                       | 51                                                    |                                                       |                                                       | 283                                                   | 423                                                   | 492                                                   | 451                                                   | 765                                                   | 632                                                   |
| Jahr                                                  | 1900                                                  | 1910                                                  | 1920                                                  | 1930                                                  | 1940                                                  | 1950                                                  | 1960                                                  | 1970                                                  | 1980                                                  | 1990                                                  |
| Einwohner                                             | 758                                                   | 749                                                   | 566                                                   | 576                                                   | 452                                                   | 468                                                   | 402                                                   | 323                                                   | 337                                                   | 348                                                   |
| Jahr                                                  | 2000                                                  | 2010                                                  | 2020                                                  | 2030                                                  | 2040                                                  | 2050                                                  | 2060                                                  | 2070                                                  | 2080                                                  | 2090                                                  |
| Einwohner                                             | 327                                                   | 332                                                   | 355                                                   |                                                       |                                                       |                                                       |                                                       |                                                       |                                                       |                                                       |

## Kultur und Sehenswürdigkeiten

### Bauwerke
In Swans Island wurde der Burnt Coat Harbor Light 1988 unter Denkmalschutz gestellt und unter der Register-Nr. 87002272 ins National Register of Historic Places aufgenommen.

## Wirtschaft und Infrastruktur

### Verkehr
Swans Island ist nur per Fähre von Bass Harbor aus zu erreichen. Auf der Hauptinsel Swans Island gibt es mehrere Gemeindestraßen.

### Öffentliche Einrichtungen
In Swans Island gibt es keine medizinischen Einrichtungen. Nächstgelegene befinden sich in Bar Harbor und Deer Isle.
Die Swan’s Island Library befindet sich in Swans Island.

### Bildung
Swans Island gehört mit Bar Harbor, Bass Harbor, Cranberry Isles, Frenchboro, Mount Desert, Southwest Harbor, Stonington und Trenton zum Mount Desert Island Regional School System – AOS 91.
In der School Union 76 werden folgende Schulen angeboten:
- Brooklin School in Brooklin mit Schulklassen von Pre-K bis 8. Schuljahr
- Sedgwick Elementary School in Sedgwick mit Schulklassen vom Pre-K bis 5. Schuljahr
- Deer Isle-Stonington Elementary School in Deer Island mit Schulklassen vom Kindergarten bis 8. Schuljahr
- Deer Isle-Stonington High School in Deer Island mit Schulklassen vom 9. bis 12. Schuljahr